# Ornontowice (gmina)
Pour les articles homonymes, voir Ornontowice (homonymie).
La gmina d'Ornontowice est une commune rurale de la voïvodie de Silésie et du powiat de Mikołów. Elle s'étend sur 15,1 km2 et comptait 5 566 habitants en 2006. Son siège est le village d'Ornontowice qui se situe à environ 10 kilomètres à l'ouest de Mikołów et à 19 kilomètres au sud-ouest de Katowice.
La gmina comprend les villages et lieux-dits de Kolonia Graniczna, Marzankowice, Solarnia et Żabik.

## Villes et gminy voisines
La gmina d'Ornontowice est voisine des villes de Mikołów et Orzesze et des gminy de Czerwionka-Leszczyny et Gierałtowice.